# غلة داني علي أقا فرجي (هشيوار)
غلة داني علي أقا فرجي (بالإنجليزية: Galeh-ye Dani Ali Aqa Faraji)‏ هي قرية تقع في إيران في فارس.